# Davie504
Davide Biale (IPA: [ˈdaːvide ˈbjaːle], sinh ngày 5 tháng 4 năm 1994), được biết đến với biệt danh Davie504, là một nghệ sĩ bass, YouTuber và nhạc sĩ người Ý. Anh nổi tiếng với việc chơi guitar bass chủ yếu bằng kỹ thuật slap, tạo ra các bản cover và video lan truyền.

## Sự nghiệp
Biale bắt đầu chơi guitar bass ở trường trung học sau khi được truyền cảm hứng từ tay bass Gene Simmons của Kiss. Vào năm 2011, anh đã tạo một kênh Youtube có tên Davie504 và bắt đầu tải lên các video cover độc đáo trình diễn các bài hát vào năm 2012, ví dụ như là dùng kẹo M&M's để cover các bài hát của Eminem, chơi nhạc của Korn dùng lõi ngô và chơi nhạc của Red Hot Chili Peppers dùng ớt thật. Anh cũng thực hiện các thử thách âm nhạc mà thường được gợi ý qua các bình luận của người xem trên video của anh, chẳng hạn như chơi một bản solo bass liên tục trong 5 giờ và chơi một đoạn bass mà Deadmau5 tuyên bố là "bất khả thi về mặt kỹ thuật".
Biale cũng được biết đến với việc tải lên các video và các bản cover liên quan đến meme. Đáng chú ý nhất là việc anh cũng tham gia vào cuộc cạnh tranh PewDiePie vs T-Series bằng việc cover bản bass của "Bitch Lasagna" bên ngoài trụ sở T-Series cũng như một loạt video phản ứng với các bài đăng trên trang subreddit của anh. Anh cũng tham gia một cuộc thi chơi guitar với nhiều dây nhất với Jared Dines và Steve Terreberry.
Vào năm 2017, Chowny Bass đã phát hành cây đàn guitar bass đặc trưng của Davie504. Vào tháng 5 năm 2019, Biale được xếp vào vị trí thứ hai trong danh sách "20 tay bass hot nhất thế giới hiện nay" của MusicRadar. Anh cũng đã nhận được nút play Vàng của Youtube vào cuối năm đó và dùng nó để độ lại một cây bass cùng với Amnesia Guitars.
Năm 2021, Biale được xuất hiện trên trang bìa của tạp chí Bass Player.

## Đời tư
Biale lớn lên ở Albisola Superiore. Anh từng theo học một trường đại học ở Genova trước khi bỏ học để tập trung vào sự nghiệp YouTube của mình. Sau đó, anh học sản xuất âm nhạc tại một trường cao đẳng ở London. Anh chuyển đến Brighton vào năm 2017.
Biale có vợ là người thổ dân Đài Loan và cô cũng là người chơi bass. Họ kết hôn vào tháng 10 năm 2022. Anh hiện đang sinh sống tại Đài Loan.

## Danh sách đĩa nhạc

### Album phòng thu
- Let's Funk! (2014)
- Funkalicious (2015)
- Very Impressive (2016)

### Đĩa đơn
- "Lighter" (2014)
- "Bass Bass Bass" (2020)
- "S L A P P" (2020)
- "Plastic Bass" (2021)